# Starý Holland
Starý Holland (německy Altholland) je zaniklá osada, která stávala při Lužném potoku, nedaleko Malého Jindřichova, pod který spadala. Poprvé byla, pod názvem Holland, zmíněna okolo roku 1760, kdy si zde zřejmě nizozemští obchodníci zřídili tábor. V roce 1793 se poprvé objevuje rozdělení na Starý a Nový Holland. Ve třicátých letech 20. století zde ve dvanácti domech žilo 33 obyvatel, všichni německé národnosti. Osada zanikla po vysídlení Němců po roce 1945.